# مارتين غالفان
مارتين غالفان (بالإسبانية: Martín Galván)‏ (14 فبراير 1993 بأكابولكو في المكسيك - ) هو لاعب كرة قدم مكسيكي في مركز الهجوم. شارك مع منتخب المكسيك تحت 17 سنة لكرة القدم ومنتخب المكسيك تحت 20 سنة لكرة القدم. أما مع النوادي، فقد لعب مع أتلانتي إف سي وكروز آزول وCruz Azul Hidalgo ‏ ونادي كوريكامينوس ‏.

## وصلات خارجية
- مارتين غالفان على موقع قاعدة بيانات كرة القدم.إي يو (الإنجليزية)
- مارتين غالفان على موقع Soccerway.com (الإنجليزية)